# Cymbocarpum anethoides
Cymbocarpum anethoides är en växtart i släktet Cymbocarpum och familjen flockblommiga växter. Den beskrevs av Augustin Pyrame de Candolle 1831.
Arten är en ettårig ört som förekommer från östra Turkiet till nordvästra Iran.